# 서부대성로
서부대성로(Seobudaeseong-ro)는 강원특별자치도 춘천시 소양동 서부시장삼거리에서 춘천시 동면 를잇는 도로이다.

## 주요 경유지
강원특별자치도
- 춘천시 (소양동 . 효자동 . 후평동 . 석사동 . 동면)

## 노선
| 이름              | 접속 노선  | 소재지 | 소재지 | 비고 |
| ----------------- | ---------- | ------ | ------ | ---- |
| 서부시장삼거리    | 소양로     | 춘천시 | 소양동 |      |
| 팔호광장 교차로   | 춘천로     | 춘천시 | 효자동 |      |
| 도화골사거리      | 백령로     | 춘천시 | 효자동 |      |
| 후석재 교차로     | 후석로     | 춘천시 | 후평동 |      |
| 새벽장 교차로     | 새실로     | 춘천시 | 석사동 |      |
| 만천순환 교차로   | 춘천순환로 | 춘천시 | 동면   |      |
| (이름없음)        | 만천로     | 춘천시 | 동면   |      |
| 한솔만천로와 직결 |            |        |        |      |